# Pythonodipsas carinata
Pythonodipsas carinata är en ormart som beskrevs av Günther 1868. Pythonodipsas carinata är ensam i släktet Pythonodipsas. Inga underarter finns listade i Catalogue of Life.
Arten ingår enligt Catalogue of Life i familjen snokar och enligt Reptile Database i familjen Lamprophiidae.
Honor av arten når en längd upp till 77 cm och hanar blir maximal 51,5 cm långa. Det avplattade huvudet är bredare än halsen och de stora ögonen har lodräta pupiller. På grund av huvudets form påminner den lite om en pytonorm eller en huggorm. Fjällen på ovansidan har en gulgrön till sandig eller gråaktig färg. Tvärstrimmor med mörka kanter bildar ibland ett sicksack mönster. På undersidan förekommer vitaktiga fjäll som kan ha mörka punkter.
Arten förekommer främst i västra Namibia. Den hittades även i södra Angola och Zambia. Pythonodipsas carinata vistas främst i klippiga regioner. Den är aktiv på natten och jagar olika ödlor på marken. Stora honor har dessutom gnagare som föda. Kroppsfärg och vissa rörelser ska troligen efterlikna huggormen Bitis caudalis.